# Семёнова, Нина Михайловна
Нина Михайловна Семёнова — советский хозяйственный, государственный и политический деятель, Герой Социалистического Труда.

## Биография
Родилась в 1938 году в деревне Порыхалово Маловишерского района Ленинградской (ныне Новгородской) области. Член КПСС.
С 1956 года — на хозяйственной, общественной и политической работе. В 1956—1995 гг. — на кожевенно-обувном комбинате в городе Кунгур, в строительном управлении № 77 треста № 43, сортировщица приборов, узлов, пластин и кристаллов цеха № 2 в организации п/я 21/Новгородского завода имени Ленинского комсомола производственного объединения «Планета» (НЗЛК) Министерства электронной промышленности СССР.
Указом Президиума Верховного Совета СССР от 12 августа 1975 года присвоено звание Героя Социалистического Труда с вручением ордена Ленина и золотой медали «Серп и Молот».
Избиралась депутатом Верховного Совета РСФСР 9-го, 10-го созывов, народным депутатом СССР.
Умерла в Великом Новгороде 18 ноября 2008 года. Похоронена на Западном кладбище.